# ピースボート -Piece Vote-
『ピースボート -Piece Vote-』は、日本テレビ系列で、2011年7月4日から9月19日まで、毎週月曜日の23:58 - 翌0:29（JST）の月曜バリューナイト枠で放送された連続テレビドラマ。全12回。

## 概要
急死した優秀な兄に劣等感を抱いていた大学生の男が、突如出会った謎の男に睡眠薬で眠らされる。同じような境遇で貨物船に集められた7人の男女が、「天の声」に従ってサバイバルゲームを繰り広げ、船からの脱出に挑む。タイトルは直訳すると「投票（Vote）のカケラ（Piece）」という意味で、市民団体のピースボートとは関係は無い。
濱田岳はテレビドラマとしては本作が初主演となる。
監督の落合正幸がテレビドラマでメイン監督を務めるのは1995年放映の『BLACK OUT』以来15年ぶりである。
日本テレビが月曜日に連続ドラマを放送するのは『乱歩R』（読売テレビ制作）以来7年3カ月ぶりとなる。
連動データ放送を本格的に取り入れており、放送中に「ウォッチャーズボイス」と呼ばれるリアルタイムコメントを投稿することが出来る。（ただし、反映されるコメントは局が選別する）これらのコメントは、通常のデータ放送時において画面下部に表示されるが、画面上に直接コメントを表示させる「オーバーレイモード」の設定もできる。

## ストーリー
有名SNSの開発者として名を馳せていた脇谷優が、兄の影に隠れて「ワキヤク人生」を送る平凡な弟・秀を残して謎の死を遂げた。兄の葬儀の日、秀は謎の男から突然「兄を殺したのは君だ」と告げられ、無理矢理睡眠薬を飲まされてしまう。
目を覚ました秀は、腕に「2」というタトゥーを刻まれ、同様のタトゥーを刻まれた男女7人と共に、謎の貨物船に監禁されていた。状況がつかめず船内が恐怖と不信に包まれる中、アナウンスが船内に響き渡る。
「この船に乗っているのはみな犯罪者である。これから命を賭けたゲームを行い、罪を償ってもらう」「刻まれた数字の意味に気付き、罪を告白すれば解放される」。
彼らは理不尽なゲームの中、自らの人生、そして目を背けてきた「罪」と向き合う。

## キャスト

### 乗船者
謎の数字タトゥーを刻まれ、貨物船に拉致された者達。「天の声」曰く、彼らは全員「現代の七つの大罪」を負っているとのこと。
脇谷秀〈22〉
演 - 濱田岳（少年期・回想 濱田龍臣）
主人公。タトゥーの数字は「2」。優秀すぎる兄の影に隠れ、無気力な「ワキヤク人生」を歩んでいた大学生。兄の優が写っている写真に写っていた人物の1人が船に乗船していることに気づいている。自分の罪を兄への「依存の罪」、あるいは「傍観の罪」ではないかと推測したが、いずれも雄山に否定されている。
将来は兄の遺産を当てにし、働かずに生きていくつもりだった。
「2の罪」
兄の影で何も努力をせず、全てを諦めて生きていた「諦観の罪」。だが同時に、優を絶望させその夢を「諦めさせた」という罪も明らかとなっている。「2」は、人との繋がりを求め、「2人」で手を取ろうとしていた兄を拒絶したことを表す。
三浦和俊〈35〉
演 - ムロツヨシ
追加乗船者。若手実業家。タトゥーの数字は「1357642」。

### 下船者
小宮ユウ〈26〉
演 - 細田よしひこ
フリーター。タトゥーの数字は「515」。性格は狡猾。
脱落者決めの際、「515の罪」を告白し最初の下船者となる（ただし、浮き輪を持たされ放り出されただけであった）。
「515の罪」
自身が通り魔に襲われた際、嘘をついて標的を変えさせ、自身は逃げ出しそれを止めに入った脇谷優が殺されるのを携帯で撮影していた「傍観の罪」。事件の日付が「5月15日」である。
柏原緑〈20〉
演 - 高山侑子
タトゥーの数字は「117」。
2人目の下船者（穴の開いたビート板を渡された）。
「117の罪」
脇谷優の開発したSNSで知り合った男との間に出来た子供の堕胎の際に助けてもらった友達と自身が起こした行動が原因でけんかになった後、その話をした公園で脇谷優が倒れているのを見かけ救急車を呼ぼうとしたものの、電話番号を間違え混乱していたところに携帯をいじっている若者が目に入り（ちなみに、その（ただ単に携帯をいじっていた）若者は脇谷優が殺されるのを撮影していた小宮ユウである）、救急車を呼んでいるものと勘違いし、その場所を離れた「依存の罪」。その時、彼女が救急車を呼ぼうとしたものの勘違いして押した電話番号が「117（つまり救急車ではなく時報にかけてしまった）」である。また、犯人を目撃しており、黒づくめで仮面をかぶっていたと証言した。
風間善次郎〈27〉
演 - 柿澤勇人
会社員。タトゥーの数字は「1001」。
3人目の下船者（ダンボールでできたサーフボードを渡された）。
「1001の罪」
職場の同僚であり、唯一の親友であった男（古屋）が社内でいじめにあっている事に気づいていながら、自身の弱い部分がさらけ出てしまう事を恐れ手を差し伸べず、過労死した後も、古屋を馬鹿にしたような発言をした「虚勢の罪」。古屋の死後、古屋の部屋を訪れるも自身の弱い部分を見せる事を恐れ、部屋には上がらず引き返そうとした際に目撃した、脇谷優を殺した犯人と思われる人物が入っていった部屋の番号が「1001号室」。
藤堂司〈30〉
演 - 金子ノブアキ
高校教師。タトゥーの数字は「54321」。
「54321の罪」
大学院の受験で自分の一つ前の席に座っており、その後同じゼミに入っていた脇谷優の優秀さに嫉妬し彼の全てを否定してきた。「否定の罪」。その受験での脇谷優の受験番号が「54321」だった。
皆川紗耶〈30〉
演 - 関めぐみ
フリーアナウンサー。タトゥーの数字は「30」。
「30の罪」
脇谷優に電話で取材の許可をもらっていたが会ったときに断られ、なんとか30分だけ時間をもらったが上手くいかずにそのことにいらついて娘の相談を受け付けず、結果娘が自殺することになってしまい、その責任を学校だけでなく無関係なはずの脇谷優にまでなすりつけた「転嫁の罪」。「30」は脇谷優を取材した30分の時間のこと。
岩見サキ〈25〉
演 - 平愛梨
タトゥーの数字は「1417」。
「1417の罪」
脇谷優の言うことに全てうなずき、脇谷優の気持ちに気がつかなかった「同調の罪」
脇谷優が彼女の携帯電話に残した留守番メッセージがあった。その、メッセージを聞く番号が1417。

### その他
脇谷優〈28〉
演 - 藤原竜也（特別出演）
秀の兄。有名SNSを開発した稀代の天才クリエイター。彼の突然死から物語は始まる。ちなみに、大抵の乗船者が彼に（主に彼が殺される時に）関わりがある。
問題を抱えた人の心を更生させる目的で「ゲーム」を主催し、闇のSNSサイトを立ち上げた張本人であり、罪人達に「殺された」ことも全て計画のうちであった。
ピースボートを通じて当初は人々に「現代の七つの大罪」に気付かせ、罪人達をも繋ぐ本当の絆を結ばせることで「世の中を直す」ことを願っていた。だが、自分の立ち上げたSNSは人のつながりをより表面的にし、ピースボートもただ誰かを吊し上げる場となってしまい、さらに自分を拒絶する秀や、ピースボートという「おしおきタイム」を楽しむ雄山を見たことで「本気で絆を望んでいるのは自分だけだった」という絶望に陥る。殺害されたことは狂言であったが、その後、秀宛てに遺されていた映像で、自殺したことがほのめかされている。
雄山雄一（おやま ゆういち） / 謎の男〈50〉
演 - 陣内孝則
乗船者を集めた張本人。ゲームマスターとして7人に理不尽な命令を下す。ゲーム開始時にホームレスのような格好をして船に乗っており、最初のゲームで射殺されたかに思われていたが、その後正体を現す。以降はそれまで音声のみだった指令を7人の目の前で自ら下すようになる。タトゥーの数字は「全ての始まりの数字」の「00」で、このゲームの開催が罪であることを自覚している事がうかがえる。また、卑劣な者、他者を蹴落として自分だけは生き残ろうとする者を嫌っている節があり、ゲームの中で他者を見殺しにしようとした者や、自分が生き残るために他者が死んでも構わないというような者への制裁は容赦しない。しかし、優秀な者や誠実な者などへは友好的であり、ゲーム開始時に宣言した、罪の告白が出来た者の下船は（方法はどうあれ）しっかり行い、他の模範になるような者への特例なども認めるという一面がある。
最後のゲームを行う際に自殺した。（本当にしたかは不明）

### ゲスト
第1話
目撃者
演 - 建みさと
ジョギングしている時に偶然、脇谷優の死体を発見する。
西尾・深堀
演 - 西村深村
脇谷秀の友達。優の告別式当日に秀とバーで酒を飲んでいた。
第5話
美香
演 - 西田奈津美
緑の親友。緑が困っていたときは助けたが自分が困っている時は助けてもらえなかった。
第6話
古屋
演 - 川口京祐
風間の会社同僚で親友。仕事を押し付けられ過労死した。
OL
演 - 桂木ゆき
古屋に仕事を押し付けいじめていた。
第8 - 9話
皆川みのり
演 - 國光真央
紗耶の娘。母に学校のことで相談するが話を聞いてもらえず、その翌日イジメが原因で死亡する。

## 「ゲーム」について
- 船内のアナウンス（天の声）によって課される無理難題をクリアしてゆく。貨物船にはトラップが仕掛けられており、逆らう者やゲームに敗北した者は即座に殺害される。
- 乗船者は全員、何らかの「罪」を犯して乗船させられており、「自らの罪を思い出し、告白すること」で下船が許される。ゲームに勝利することはそのまま脱出に直結するわけではなく、逆にゲーム結果で死が確定したとしても、その間際に罪の告白ができれば死を免れる。その際、刻まれた数字のタトゥーが何らかのヒントとなっている。ただし、途中下船のさせ方はいずれも極めてぞんざいであり、下船者たちは皆生死不明となっている。
- 船内での一部始終は全て闇のSNSサイト「ピースボート -Piece Vote-」を通じて動画配信されている。この事実は当初は伏せられていたが、「限界を越えた討論」の際に全員に知らされた。サイトの利用料金は525円で、「討論」への投票は一票100円である。このサイトには動画にコメントを付ける機能が付いており、連動データ放送のオーバーレイモードとは別の作中演出として、サイトの「観覧者」達のコメント（主に非難や煽り）が表示されることがある。

### 囚人と看守
- 乗船者の前に置かれた、「たからばこ」と雑に書かれた箱を開けたら開始。ただし、最初に開けた者は射殺される。
- 中には囚人服5着と、看守服2着が入っている。これらに早い者勝ちで着替え、以後はその役を演じる。着替えなければ死亡。
- 役が決まったら、アナウンスに従い決められた作業を行う。指示に従えなかった者、あるいはアナウンスで決められた死亡条件を満たしてしまった者は殺害される。
- 看守は囚人に命令を下すことができる優位な立場だが、囚人に言うことを聞かせなければ死亡するというリスクを負う。

### 脱落者決め
- 皆川を看守、それ以外を囚人とする。
- 看守である皆川に、1人の「脱落者」を決定する権利が与えられる。脱落者には死が待っている。
- 誰も選べなかった場合は皆川が「脱落」する。

### 究極の共同生活
- 生き残った六人が全員手錠で繋がれる。
- 六人にはそれぞれ「心・技・体」を鍛えるという名目で、繋がれたままでの腕立て伏せ・腹筋などの指令が下される。
- ノルマを達成できなければ、連帯責任で六人が死亡する。

### 限界を超えた討論
- 72時間不眠不休で討論をする。（食事の時間はある）
- 誰かが眠ると連帯責任で5人が死亡する。

途中から追加されたルール
- 10秒以上沈黙が続いた場合、連帯責任で五人が死亡する。
- 討論の勝敗は、闇のSNSサイト利用者による投票（一票100円）で決定される。72時間後、得票最下位の者は死亡する。なお、サイトの存在はこの時初めて全員に知らされる。

### 思い出オークション
- 最後のゲーム。このゲームを最後に船は陸へと向かう。
- SNS利用者に自分の私物を売り、多くの金を稼いだ者が勝利。雄山曰く、一億円稼いだ者には「素敵な結末」が待っているが、逆に最下位の者は即死するという。

## スタッフ
- 脚本 - 溝井英一デービス、山岡潤平
- 総監督 - 落合正幸
- 演出 - 小笠原直樹、中田志保、西野真貴
- チーフプロデューサー　- 田中芳樹
- プロデューサー - 福井雄太、柳内久仁子、佐藤敦、伊藤響
- 制作協力 - AX-ON
- 製作著作 - 日本テレビ

## 主題歌
- 倖田來未『KO-SO-KO-SO』

## 放送日程
| 話数                                                       | 放送日  | サブタイトル       | 脚本             | 演出       | 視聴率 |
| ---------------------------------------------------------- | ------- | ------------------ | ---------------- | ---------- | ------ |
| 第1話                                                      | 7月04日 | 罪人たちの出航     | 溝井英一デービス | 落合正幸   | 3.5%   |
| 第2話                                                      | 7月11日 | 囚人と看守のゲーム | 溝井英一デービス | 落合正幸   | 3.4%   |
| 第3話                                                      | 7月18日 | 最初の下船者       | 溝井英一デービス | 小笠原直樹 | 3.2%   |
| 第4話                                                      | 7月25日 | 命の連帯責任       | 溝井英一デービス | 小笠原直樹 | 2.5%   |
| 第5話                                                      | 8月01日 | 依存者の涙         | 溝井英一デービス | 中田志保   | 4.3%   |
| 第6話                                                      | 8月08日 | 胸を張る弱さ       | 溝井英一デービス | 西野真貴   | 2.5%   |
| 第7話                                                      | 8月15日 | 命懸けの討論       | 山岡潤平         | 小笠原直樹 | 2.5%   |
| 第8話                                                      | 8月22日 | 理不尽な評価       | 山岡潤平         | 落合正幸   | 3.1%   |
| 第9話                                                      | 8月29日 | 閉ざした本心       | 山岡潤平         | 落合正幸   | 4.2%   |
| 第10話                                                     | 9月05日 | 誰が為の人生       | 溝井英一デービス | 西野真貴   | 3.2%   |
| 第11話                                                     | 9月12日 | この船の真意       | 溝井英一デービス | 中田志保   | 2.5%   |
| 最終話                                                     | 9月19日 | 優秀な二人         | 溝井英一デービス | 落合正幸   | 4.1%   |
| 平均視聴率 3.25%（視聴率は関東地区・ビデオリサーチ社調べ） |         |                    |                  |            |        |

- 第1話は『しゃべくり007』が2時間半SPのため20分遅れの0:18スタート。
- 第7話は『しゃべくり007』が30分拡大のため30分遅れの0:28スタート。
- 第8話は『24時間テレビ 激走チャリティマラソン舞台裏』が放送されるため30分遅れの0:28スタート。
- 第11話は『NEWS ZERO』が30分拡大のため30分遅れの0:28スタート。

## ネット局
| 放送対象地域   | 放送局                                                | 系列                                           | 放送曜日・時間     |
| -------------- | ----------------------------------------------------- | ---------------------------------------------- | ------------------ |
| 関東広域圏     | 日本テレビ（NTV） 『ピースボート -Piece Vote-』制作局 | 日本テレビ系列                                 | 月曜23:58 - 翌0:29 |
| 北海道         | 札幌テレビ（STV）                                     | 日本テレビ系列                                 | 月曜23:58 - 翌0:29 |
| 青森県         | 青森放送（RAB）                                       | 日本テレビ系列                                 | 月曜23:58 - 翌0:29 |
| 岩手県         | テレビ岩手（TVI）                                     | 日本テレビ系列                                 | 月曜23:58 - 翌0:29 |
| 宮城県         | ミヤギテレビ（MMT）                                   | 日本テレビ系列                                 | 月曜23:58 - 翌0:29 |
| 秋田県         | 秋田放送（ABS）                                       | 日本テレビ系列                                 | 月曜23:58 - 翌0:29 |
| 山形県         | 山形放送（YBC）                                       | 日本テレビ系列                                 | 月曜23:58 - 翌0:29 |
| 福島県         | 福島中央テレビ（FCT）                                 | 日本テレビ系列                                 | 月曜23:58 - 翌0:29 |
| 山梨県         | 山梨放送（YBS）                                       | 日本テレビ系列                                 | 月曜23:58 - 翌0:29 |
| 新潟県         | テレビ新潟（TeNY）                                    | 日本テレビ系列                                 | 月曜23:58 - 翌0:29 |
| 長野県         | テレビ信州（TSB）                                     | 日本テレビ系列                                 | 月曜23:58 - 翌0:29 |
| 静岡県         | 静岡第一テレビ（SDT）                                 | 日本テレビ系列                                 | 月曜23:58 - 翌0:29 |
| 富山県         | 北日本放送（KNB）                                     | 日本テレビ系列                                 | 月曜23:58 - 翌0:29 |
| 石川県         | テレビ金沢（KTK）                                     | 日本テレビ系列                                 | 月曜23:58 - 翌0:29 |
| 福井県         | 福井放送（FBC）                                       | 日本テレビ系列／テレビ朝日系列                 | 月曜23:58 - 翌0:29 |
| 中京広域圏     | 中京テレビ（CTV）                                     | 日本テレビ系列                                 | 月曜23:58 - 翌0:29 |
| 近畿広域圏     | 読売テレビ（ytv）                                     | 日本テレビ系列                                 | 月曜23:58 - 翌0:29 |
| 鳥取県・島根県 | 日本海テレビ（NKT）                                   | 日本テレビ系列                                 | 月曜23:58 - 翌0:29 |
| 広島県         | 広島テレビ（HTV）                                     | 日本テレビ系列                                 | 月曜23:58 - 翌0:29 |
| 山口県         | 山口放送（KRY）                                       | 日本テレビ系列                                 | 月曜23:58 - 翌0:29 |
| 徳島県         | 四国放送（JRT）                                       | 日本テレビ系列                                 | 月曜23:58 - 翌0:29 |
| 香川県・岡山県 | 西日本放送（RNC）                                     | 日本テレビ系列                                 | 月曜23:58 - 翌0:29 |
| 愛媛県         | 南海放送（RNB）                                       | 日本テレビ系列                                 | 月曜23:58 - 翌0:29 |
| 高知県         | 高知放送（RKC）                                       | 日本テレビ系列                                 | 月曜23:58 - 翌0:29 |
| 福岡県         | 福岡放送（FBS）                                       | 日本テレビ系列                                 | 月曜23:58 - 翌0:29 |
| 長崎県         | 長崎国際テレビ（NIB）                                 | 日本テレビ系列                                 | 月曜23:58 - 翌0:29 |
| 熊本県         | くまもと県民テレビ（KKT）                             | 日本テレビ系列                                 | 月曜23:58 - 翌0:29 |
| 大分県         | テレビ大分（TOS）                                     | 日本テレビ系列／フジテレビ系列                 | 月曜23:58 - 翌0:29 |
| 宮崎県         | テレビ宮崎（UMK）                                     | フジテレビ系列／日本テレビ系列／テレビ朝日系列 | 月曜23:58 - 翌0:29 |
| 鹿児島県       | 鹿児島読売テレビ（KYT）                               | 日本テレビ系列                                 | 月曜23:58 - 翌0:29 |